# Andries van Pallandt

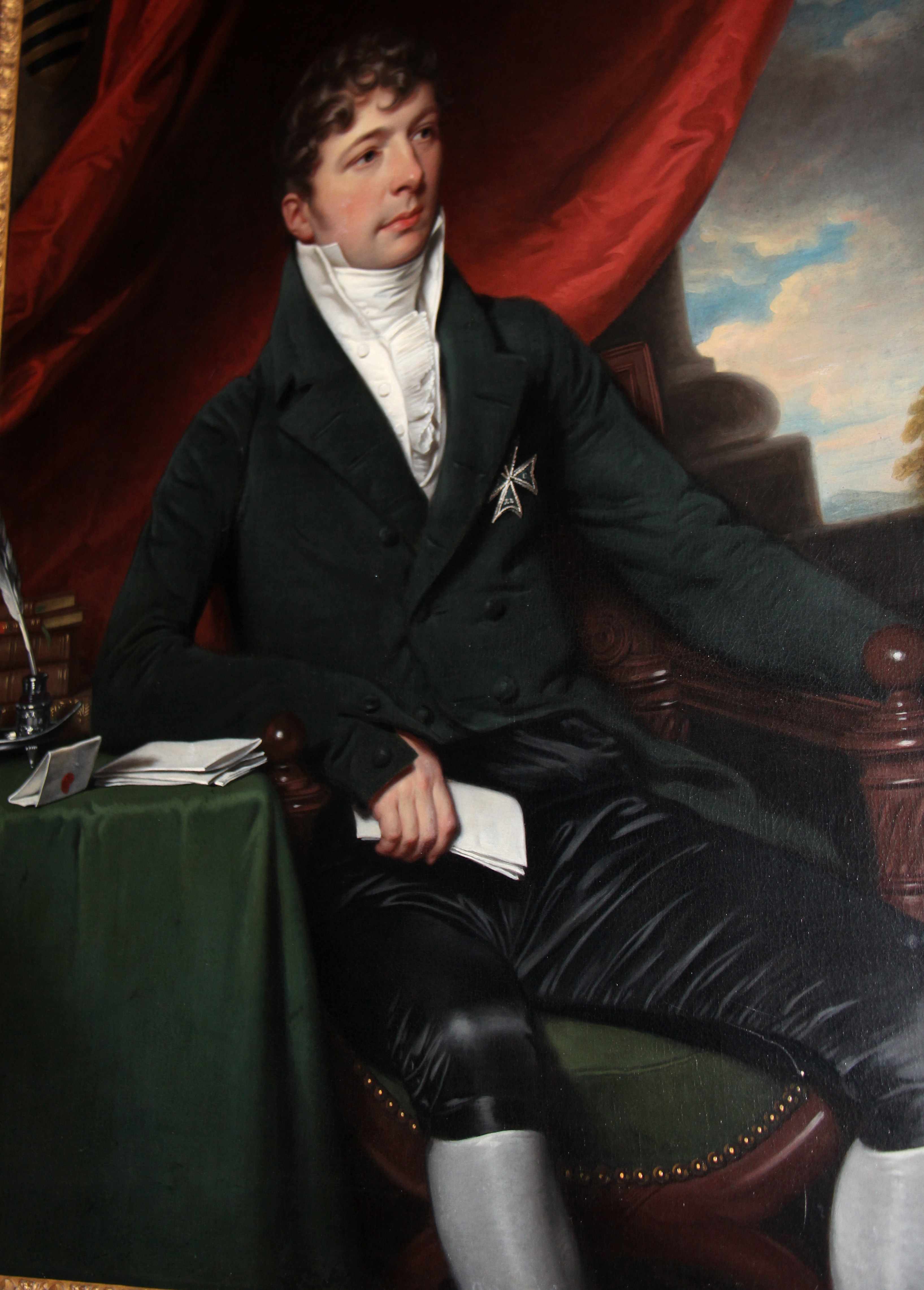
Andries van Pallandt van Eerde als Commandeur in de Orde van de Unie

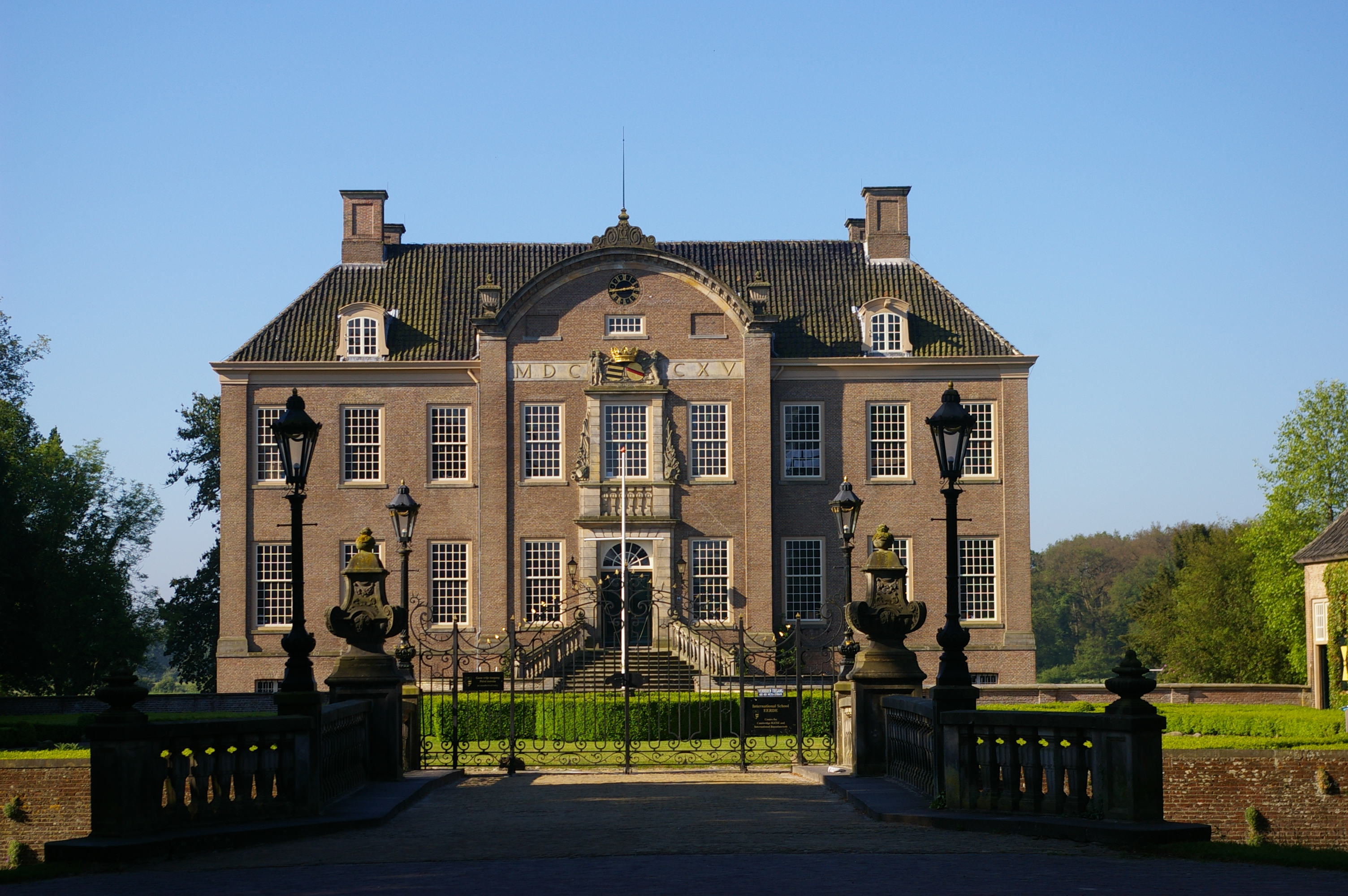
Kasteel Eerde

Andries baron van Pallandt, heer van Eerde (Ambt Ommen, huis Eerde, 10 juni 1781 – aldaar, 2 november 1827) was een Nederlands bestuurder.

## Biografie
Van Pallandt was een lid van de familie Van Pallandt en een zoon van Adolph Warner baron van Pallandt, heer van Eerde en Beerze (1745-1823) en Anna Elisabeth barones Schimmelpenninck van der Oye (1752-1822), lid van de familie Schimmelpenninck van der Oye. Hij trouwde in 1805 met Albertina Euphorsyna Aglaé van Neukirchen genaamd Nyvenheim (1785-1867), dochter van Evert Johan van Neukirchen genaamd Nyvenheim en lid van de familie Van Neukirchen genaamd Nyvenheim, met wie hij een dochter en een zoon kreeg.

### Bataafse en Franse tijd
Ten tijde van de Republiek werd Andries op 10-jarige leeftijd 'zeekadet' op de oorlogsvloot. In 1795 werd hij ontslagen met een groot gedeelte van de officieren die 'Oranje' niet wilden afzweren. Hij keerde hierna terug naar Eerde.
In 1802 werd Van Pallandt lid zonder omschreven functie van de delegatie die in de Hollandse Kaapkolonie het nieuwe bestuur moest gaan vorm geven. Zijn ideeën over de Kaapkolonie, die niet in overeenstemming waren met hetgeen bij de regeerders in Nederland en het gouvernement in de Kaapkolonie leefde,  beschreef hij in een brochure "Remarques générales sur le Cap de Bonne Esperance", die hij voor eigen rekening en voor privégebruik op 's Lands Drukkerij in Kaapstad in 50 exemplaren liet drukken. Zijn ervaringen tijdens de reis en zijn verblijf in de Kaapkolonie noteerde hij en bundelde deze notities naderhand als Dagboek.  
In 1807 werd Van Pallandt kamerheer, een jaar later eerste kamerheer van de koning van Holland, Lodewijk Napoleon Bonaparte. Vanaf 1807 is hij staatsraad. In datzelfde jaar vergezelde hij Minister Röell op een reis naar de Pyreneeën om de koning te raadplegen, die daar een kuur volgde. Voorts werd hij ridder en later commandeur in de door Lodewijk Napoleon ingestelde Orde van de Unie, die door Napoleon veranderd werd in Orde van de Reünie. In 1813 werd hij benoemd tot baron de l'Empire.

### Koninkrijk der Nederlanden
In 1814 werd hij benoemd in de Ridderschap van Gelderland waarmee hij tot de Nederlandse adel ging behoren met het predicaat van jonkheer; in 1818 werd voor hem en zijn nageslacht de titel van baron gehomologeerd. Van 1816 tot 1825 was hij lid van de Provinciale Staten van Gelderland.

## Kaapkolonie
In 1795 werd de Kaapkolonie, na een korte strijd overgenomen door de Engelsen en kwam onder Engels bestuur. In 1801 begonnen onderhandelingen tussen Frankrijk en diens bondgenoten (waaronder de Bataafse Republiek) en Engeland, die zouden leiden tot de Vrede van Amiens (27 maart 1802). De Kaapkolonie werd daarbij teruggegeven aan de Bataafse republiek en er werd afstand gedaan van Ceylon. Generaal Jan Willem Janssens (1762-1838) werd vervolgens benoemd tot gouverneur en 'général en chef' van de Kaapkolonie. Op verzoek van de Fransen werden daarnaast twee commissarissen aangesteld om het bestuur ervan voor te bereiden. Mr. Jacob Abraham de Mist (1749-1823 en vanaf 1806 Mr. J.A. Uitenhage de Mist) vertrok ook effectief als commissaris. Op aanraden van zijn vader nam de 'werkloze' Van Pallandt contact met De Mist op en vervolgens werd hij benoemd als 'gentilhomme de l'Ambassade', een niets-zeggende titel. In augustus 1802 vertrok een eskader richting 'de Oost' van de rede van Texel. Op 's Lands schip de Bato verbleef de Bataafse delegatie met onder meer De Mist en zijn dochter, Gouverneur-Generaal J.W. Janssens en zijn gezin en schoonzuster, Van Pallandt, een compagnie jagers en een detachement naar de Kaap om het Bataafs bestuur voor te bereiden en dat van het Engelse bestuur over te nemen. Nog voor de reis een aanvang had genomen, bleek dat De Mist en Van Pallandt niet goed met elkaar overweg konden. 
De bestuurlijke overdracht zou op 1 januari 1803 plaatsvinden. De Engelsen weigerden dit plotseling en namen hun militaire posities weer in. De secretaris van de Gouverneur-generaal werd Commissaris van Oorlog en Van Pallandt werd aangesteld als privé-secretaris van gouverneur Janssens. De feitelijke bestuursoverdracht door de Engelsen vond plaats op 22 februari en op 24 februari werd de Hollandse vlag gehesen. Ondertussen was ook Van Pallandt aan zijn werkzaamheden begonnen. In zijn functie had hij inzicht in allerlei documenten en kwam tot de conclusie dat men in Nederland de situatie in de Kaap veel te rooskleurig had voorgesteld en dat de Kaap nooit winstgevend zou worden, maar altijd een schip van bijleg zou zijn. Zijn bevindingen gaf hij vorm in zijn Remarques générales sur le Cap de Bonne Esperance. Naast het zo-even genoemde punt noemde hij ook de wijze waarop met name de blanke boeren de oorspronkelijke bewoners behandelden. Aangezien de Kaap nooit met een eigen leger verdedigd kon worden, moest men wel terugvallen op hulptroepen  die gevormd werden uit de Hottentotten. Zijn vrees was, dat in geval van een conflict met Engeland, deze de zijde van de Engelsen zouden kiezen, aangezien zij deze mensen wel goed behandeld hadden. De brochure wilde hij sturen naar zijn vader en enkele kennissen in Nederland.
Bij toeval kreeg de commissaris-generaal enkele pagina's in handen, en was daarover 'not amused'. Hij legde de zaak voor aan de procureur-generaal Mr. Gerard van Beelaerts Blokland  en uiteindelijk kwamen Van Pallandt en de P-g overeen dat Van Pallandt een 'amende honorable' zou ondertekenen, een openbare schuldbekentenis zonder strafvervolging. Van Pallandt had inmiddels zijn ontslag genomen en wachtte op een gelegenheid om weer naar Nederland terug te keren. 
Alle exemplaren van zijn brochure moest hij inleveren om te laten verbranden. Uit voorzorg had hij er evenwel enkele met een Engels schip meegegeven, die bij de familie aankwamen.
Op 24 september 1803 vertrok hij als passagier aan boord van de Johan weer naar Nederland. Op 1 januari 1804 werd dit schip door de privateer Mayflower gekaapt en belandde hij op Guernsey. Ook van deze kaping en het verblijf op dit eiland deed Van Pallandt verslag.
Tijdens de drie maanden durende terugreis zal Van Pallandt hoogstwaarschijnlijk zijn belevenissen vanaf het moment dat hij lid van de delegatie werd tot en met zijn zelfgekozen ontslag en terugreis opgeschreven hebben. Naderhand zijn daar ook zijn belevenissen op Guernsey bijgevoegd. Een en ander kwam gebonden in bezit van de familie Van Pallandt van Eerde als 'Gedeelte van een Dagboek van Baron Andries van Pallandt van Eerde 1803. Ook een exemplaar van de brochure kwam in bezit van de familie. Beide zijn nu in de Koninklijke Bibliotheek in Den Haag.
Wat de militaire situatie van de Kaapkolonie betreft, kreeg hij gelijk toen op 8 januari 1806 het Engelse leger het Bataafse versloeg. Aan het Nederlandse gezag over de kolonie kwam daarmee een eind.